# Mileniu
Un mileniu este o perioadă de 1.000 de ani.
1-1000
1001-2000
2001-3000
3001-4000
4001-5000
5001-6000, etc